# Orzinuovi
Orzinuovi is een gemeente in de Italiaanse provincie Brescia (regio Lombardije) en telt 12.450 inwoners (30-12-2017). De oppervlakte bedraagt 48,1 km², de bevolkingsdichtheid is 260 inwoners per km².
De volgende frazioni maken deel uit van de gemeente: Barco, Pudiano, Ovanengo, Coniolo.

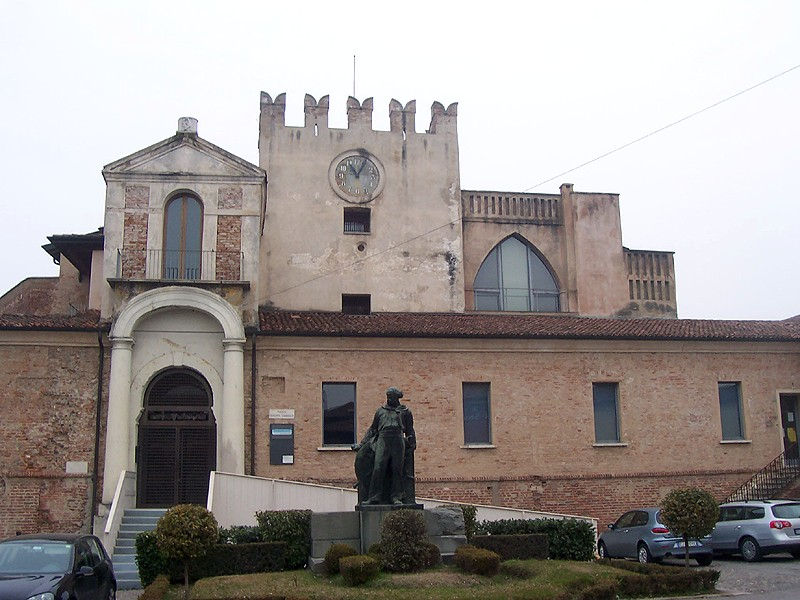
Rocca
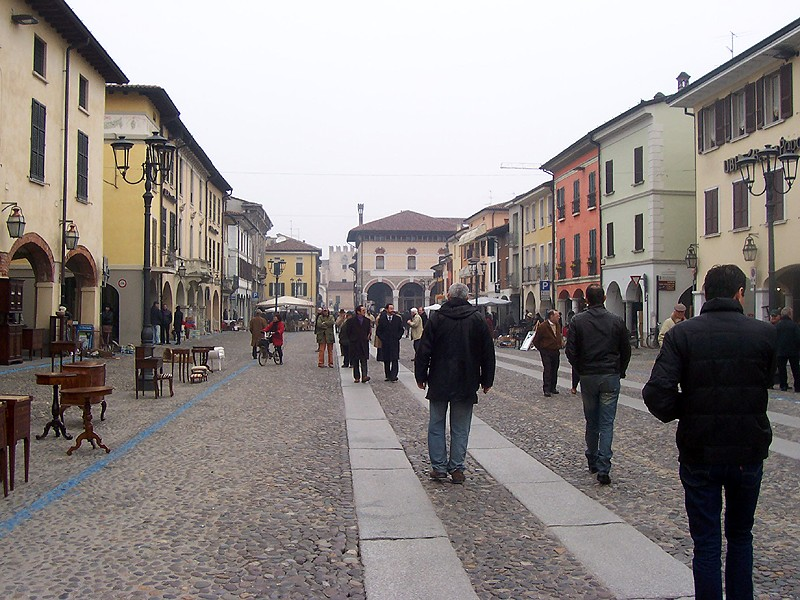
Piazza Vittorio Emanuele II

## Demografie
Orzinuovi telt ongeveer 4591 huishoudens. Het aantal inwoners steeg in de periode 1991-2001 met 7,6% volgens cijfers uit de tienjaarlijkse volkstellingen van ISTAT.
| Jaar | Inwoneraantal |
| ---- | ------------- |
| 1991 | 10.389        |
| 2001 | 11.175        |
| 2017 | 12.450        |

## Geografie
De gemeente ligt op ongeveer 81 m boven zeeniveau.
Orzinuovi grenst aan de volgende gemeenten: Barbariga, Borgo San Giacomo, Orzivecchi, Pompiano, Roccafranca, San Paolo, Soncino (CR), Torre Pallavicina (BG), Villachiara.

## Geboren
- Bartolomeo Montagna (ca. 1450-1523), kunstschilder
- Cesare Prandelli (1957), voetballer en trainer
- Giuseppe Favalli (1972), voetballer
- Sergio Volpi (1974), voetballer
- Vanessa Ferrari (1990), turnster